# Бета-субодиниця протеасоми 1
Бета-субодиниця протеасоми 1 (англ. Proteasome subunit beta 1) – білок, який кодується геном PSMB1, розташованим у людей на короткому плечі 6-ї хромосоми.  Довжина поліпептидного ланцюга білка становить 241 амінокислот, а молекулярна маса — 26 489.
| 10         |  | 20         |  | 30         |  | 40         |  | 50         |
| ---------- |  | ---------- |  | ---------- |  | ---------- |  | ---------- |
| MLSSTAMYSA |  | PGRDLGMEPH |  | RAAGPLQLRF |  | SPYVFNGGTI |  | LAIAGEDFAI |
| VASDTRLSEG |  | FSIHTRDSPK |  | CYKLTDKTVI |  | GCSGFHGDCL |  | TLTKIIEARL |
| KMYKHSNNKA |  | MTTGAIAAML |  | STILYSRRFF |  | PYYVYNIIGG |  | LDEEGKGAVY |
| SFDPVGSYQR |  | DSFKAGGSAS |  | AMLQPLLDNQ |  | VGFKNMQNVE |  | HVPLSLDRAM |
| RLVKDVFISA |  | AERDVYTGDA |  | LRICIVTKEG |  | IREETVSLRK |  | D          |

A: Аланін

C: Цистеїн

D: Аспарагінова кислота

E: Глутамінова кислота

F: Фенілаланін

G: Гліцин

H: Гістидин

I: Ізолейцин

K: Лізин

L: Лейцин

M: Метіонін

N: Аспарагін

P: Пролін

Q: Глутамін

R: Аргінін

S: Серин

T: Треонін

V: Валін

Цей білок за функціями належить до гідролаз, протеаз, треонінових протеаз. 
Задіяний у такому біологічному процесі як взаємодія хазяїн-вірус. 
Локалізований у цитоплазмі, ядрі.